# Я знаю, що ви скоїли минулого літа (2025)
Я знаю, що ви скоїли минулого літа (англ. I Know What You Did Last Summer) — американський слешер 2025 року режисерки Дженніфер Кейтін Робінсон, яка написала сценарій разом із Семом Ланскі за оповіданням Лії Маккендрік та самої Робінсон. Це четверта частина франшизи «Я знаю, що ви скоїли минулого літа» та продовження фільму «Я досі знаю, що ви скоїли минулого літа» (1998). У фільмі знялися Медлін Клайн, Чейз Суй Вандерс, Джона Гауер-Кінг, Тайрік Візерс, Сара Піджон, Біллі Кемпбелл, Габрієтт Бехтель та Остін Ніколс, а також Фредді Принц-молодший та Дженніфер Лав Г'юїтт. Сара Мішель Геллар та Бренді Норвуд з першого та другого фільмів, відповідно, з'являються в епізодичних ролях. Сюжет розгортається через 27 років після вбивств у Тауер-Бей, коли з'являється інший вбивця з гачком і починає переслідувати групу друзів через рік після того, як вони приховали автомобільну аварію, в якій нібито вбили когось.
Плани щодо четвертого фільму франшизи з'явилися у 2014 році, коли Майк Фленаґан та Джефф Говард підписали контракт на написання сценарію для перезапуску, який не мав би жодного зв'язку з попередніми частинами. Однак, ця версія зрештою провалилася. Після закриття телесеріалу-адаптації 2021 року, проєкт було перезапущено, коли Робінсон представив свою версію Sony Pictures. Фільм був запущений у ранню розробку в лютому 2023 року, до роботи повернувся продюсер Ніл Г. Моріц. Було підтверджено, що Принц-молодший та Г'юїтт повернуться у 2024 році, а нові учасники акторського складу приєднуватимуться протягом року. Зйомки проходили з жовтня 2024 року по березень 2025 року в Новому Південному Уельсі та Лос-Анджелесі.
Прем'єра «Я знаю, що ви скоїли минулого літа» відбулася в Об'єднаному театрі на Бродвеї в Лос-Анджелесі 14 липня 2025 року, а в кінотеатрах США компанія Sony Pictures Releasing випустила його 18 липня, і в той самий день він одночасно вийшов в усьому світі. Фільм отримав неоднозначні відгуки критиків і наразі зібрав 29 мільйонів доларів у світовому прокаті.

## Сюжет
4 липня Ава Брукс відвідує своє рідне місто Саутпорт, штат Північна Кароліна, заради вечірки з нагоди заручин своєї подруги, Даніки Річардс. Після цього Ава, Даніка, колишній хлопець Ави, Майло Гріффін, та наречений Даніки, Тедді Спенсер, їдуть подивитися феєрверки, запрошуючи свого колишнього друга Стіві Ворда, який нещодавно вийшов з реабілітаційного центру для наркозалежних. Припаркувавшись на звивистій дорозі біля скелі, Тедді змушує машину, якою керував Сем Купер, з'їхати з обриву. Хоча Ава наполягає на виклику поліції, Тедді клянеться зберігати таємницю та залучає свого батька-політика, Гранта, щоб приховати аварію.
Через рік Ава повертається додому на заручини Даніки з її новим нареченим, Ваяттом. Вона також возз'єднується з Майло, Стіві та true crime подкастером Тайлером Тревіно, який перебуває в Саутпорті, щоб розслідувати серію вбивств, вчинених рибалкою Беном Віллісом у 1997 році. На вечірці Даніка отримує записку з погрозами: «Я знаю, що ти зробила минулого літа». Група підозрює, що Тедді відповідальний, і вступає в протистояння з ним, але він заперечує будь-яку причетність. Тієї ночі Ваятта зарубав на смерть рибалка з гачком, схожий на нині покійного Бена.
Переконавшись, що хтось знає про аварію та переслідує їх, група вирішує дізнатися більше про Бена. Поки Тайлер показує Аві місце, де Бен убив Ельзу Шиверс у 1997 році, Рибалка влаштовує на них засідку та вбиває Тайлера; Ава тікає, поранивши його. Оскільки все місто хоче не лякати туристів і знає, що поліція їм не повірить, група звертається за допомогою до Джулі Джеймс, яка вижила і припускає, що Рибалка має особистий зв'язок із Семом.
На зборах у міській раді колишній чоловік Джулі та начальник Стіві, Рей Бронсон, звинувачує Гранта у приховуванні вбивств 1997 року, щоб підвищити привабливість міста. Ава, Майло та Стіві дізнаються, що машина Сема належала міському пастору Джуді Гіллеспі, а Даніка та Тедді знаходять свіжі квіти на могилі Сема. Рибалка нападає на Даніку, але Тедді рятує її та наполягає на тому, щоб усі переїхали до особняка Даніки. Там Рибалка душить Майло і забирає його тіло. Ава та Даніка дізнаються, що Джуда знав Сема, і протистоять йому, але поліція заарештовує їх за залякування. Рибалка нападає та вбиває Тедді та Гранта.
Виявивши трупи Майло, Тедді та Гранта, Рей наполягає, щоб дівчата втекли з Саутпорта на яхті Тедді. Поліцейські знаходять Джуду мертвим у його церкві з фотографією Сема та Стіві, на якій видно, що вона і є Рибалкою. На яхті Стіві нападає на Аву та Даніку і пояснює, що Сем був її другом по реабілітації, намагався допомогти їй перед смертю, а тепер вона хоче помститися. Коли Рей прибуває, Стіві заколює Даніку та викидає її за борт, але Рей стріляє в неї і та падає з човна.
У своєму барі Рей доглядає за травмованою Авою, яка помічає, що в нього є травма в тому ж місці, де вона поранила Рибалку, і розуміє, що він — спільник Стіві. Джулі дізнається про це і кидається до бару, де на них нападає Рей. Рей зізнається, що він пішов слідами Бена, взяв Стіві собі за партнерку, і тепер прагне помститися Саутпорту за зруйноване життя через вбивства 1997 року. Перш ніж Рей встигає вбити Джулі, Ава смертельно ранить його з підводної рушниці. Даніка виживає та возз'єднується з Авою в лікарні, де вони дізнаються, що Стіві все ще жива, і жартома погоджуються вбити її. Джулі отримує записку з написом «Це ще не кінець» і відвідує свою колегу по пережитому злочину Карлу Вілсон, щоб попросити її допомогти знайти переслідувача.

## Акторський склад
- Дженніфер Лав Г'юїтт у ролі Джулі Джеймс[en], професорки коледжу, яка вижила після різанини в Саутпорті 1997 року
- Фредді Принц-молодший у ролі Рея Бронсона, власника бару, який вижив після різанини в Саутпорті 1997 року
- Медлін Клайн у ролі Даніки Річардс
- Чейз Суй Вандерс[en] у ролі Ави Брукс
- Джона Гауер-Кінг[en] у ролі Майло Гріффіна
- Тайрік Візерс[en] у ролі Тедді Спенсера
- Сара Піджон[en] у ролі Стіві Ворд
- Біллі Кемпбелл[en] у ролі Гранта Спенсера
- Габрієтт Бехтель[en] у ролі Тайлер Тревіно
- Остін Ніколс[en] у ролі пастора Джуди Гіллеспі
- Джошуа Орпін[en] у ролі Ваятта

Крім того, Сара Мішель Геллар та Бренді Норвуд знову зіграють свої ролі: Гелен Шиверс, жертви різанини в Саутпорті 1997 року, та Карли Вілсон, яка вижила в різанині в Тауер-Бей 1998 року, відповідно.

## Виробництво

### Розробка
У вересні 2014 року Sony Pictures оголосила про плани зняти рімейк фільму «Я знаю, що ви скоїли минулого літа» (1997), сценарій до якого напишуть Майк Фленаґан та Джефф Говард. Фільм мав високий пріоритет, і спочатку його вихід був запланований на 2016 рік. Проект потребував орієнтовного бюджету від 15 до 20 мільйонів доларів. Фланаган підтвердив, що його нова ітерація в рамках франшизи буде перезавантаженням і не включатиме ні елементи роману Лоїс Дункан 1973 року, ні елементи художнього фільму 1997 року. Проєкт зрештою так і не був реалізований, а згодом — скасований.
Режисерка Дженніфер Кейтін Робінсон та сценаристка Лія Маккендрік запропонували ідею для нової частини франшизи та представили її Sony Pictures у четвертому кварталі 2022 року. Завдяки успішній презентації фільм був запущений у ранню розробку в лютому 2023 року, і планувалося, що продюсер Ніл Г. Моріц та зірки Дженніфер Лав Г'юїтт та Фредді Принц-молодший повернуться до своїх ролей Джулі Джеймс та Рея Бронсона, відповідно, з оригінальних фільмів. Кілька днів потому Сара Мішель Геллар розповіла Entertainment Weekly, що до неї зверталися з пропозицією повторити роль Гелен Шиверс з першого фільму через її дружбу з Робінсоном, але вона відмовилася, оскільки її персонаж помер в оригінальному фільмі, і вона не хотіла без потреби переказувати її смерть.
Сценарій був написаний Робінсон та Семом Ланскі після того, як Маккендрік написала початковий сценарій. У березні 2024 року Маккендрік розповіла, що вплив соціальних мереж буде врахований у сюжеті. У липні було підтверджено, що фільм продовжить історію з фільму «Я досі знаю, що ви скоїли минулого літа» (1998).

### Кастинг
У березні 2023 року Принц-молодший заявив в інтерв'ю, що не отримував пропозиції приєднатися до фільму, пояснивши: «Вони просто сказали це, щоб зацікавити людей. Я ні з ким у їхній компанії не розмовляв, мої агенти взагалі не отримували від них жодної пропозиції». Пізніше він заявив, що Original Film оголосила про продовження без нього, а Г'юїтт підписалась лише для того, щоб схвилювати фанатів, і що він зустрівся з Робінсон після оголошення, щоб обговорити його можливу участь. Він сказав, що зустріч вразила його її ідеєю щодо фільму, але зазначив, що не погоджувався на появу, оскільки не було сценарію і він не отримав жодної конкретної пропозиції. У грудні Г'юїтт заявила, що знову візьме на себе головну роль.
У травні 2024 року повідомлялося, що очікується повернення Принца-молодшого та Г'юїтт. У липні Каміла Мендес, Медлін Клайн, Сара Піджон, Тайрік Візерс та Джона Гауер-Кінг вели переговори щодо ролей у фільмі. У серпні, після того, як раніше висловлювала зацікавленість у повторенні ролі Карли Вілсон з другого фільму, Бренді Норвуд підтвердила, що веде переговори щодо цього після того, як студія зв'язалася з нею, хоча вона не була впевнена, як саме її персонаж може повернутися. До вересня Мендес покинула проєкт через свою головну роль у фільмі Amazon MGM Studios «Володарі Всесвіту» (2026), тоді як Клайн, Піджон, Візерс та Кінг підтвердили свою участь у головних ролях. Пізніше того ж місяця до акторського складу приєдналася Чейз Суй Вандерс, замінивши Мендес, а Принца-молодшого було підтверджено як кандидата на роль, тоді як Г'юїтт все ще вела переговори щодо повернення. У жовтні до акторського складу додали Біллі Кемпбелла. Наступного місяця до акторського складу також приєдналися Лола Танґ, Ніколас Александер Чавес, Остін Ніколс та Габрієтт; однак пізніше з'ясувалося, що Танґ і Чавес не потрапили до фінального монтажу фільму.
Переговори між Г'юїтт та студією зайняли певний час, значною мірою через конфлікт у розкладі між майбутнім фільмом та її зобов'язаннями щодо телесеріалу «9-1-1». Як головна представниця франшизи «Я знаю, що ви скоїли минулого літа», Г'юїтт чітко дала зрозуміти, що повернеться до образу Джулі, лише якщо їй дадуть більш значну роль у новій частині. В інтерв'ю «Parade» вона пояснила: «Якщо я збираюся повернутися через 27 років, я не хочу бути в ньому лише п'ять секунд. Я не хочу, щоб це було просто щось на кшталт: «О, ось привид минулого фільму «Я знаю, що ти зробив» — ось вона». Я хочу викроїти час, щоб по-справжньому бути в цьому, зробити це важливим для людей». У грудні Г'юїтт оголосила про своє повернення на своїй сторінці в Instagram.
Пізніше Робінсон розповіла, що «не було б жодного фільму» без Г'юїтт та Принца-молодшого, і що вона «дуже тісно співпрацювала» з двома акторами, які повернулися, під час розробки історії, гарантуючи, що вони створили версії персонажів, які їм здалися правильними.
Принц-молодший зазначив, що вважає свою роботу з Г'юїтт у фільмі їхньою найкращою спільною роботою, розповівши журналу People: «Я знаю, що коли ми зібралися разом, це найкращі сцени, які ми знімали разом, з усіх трьох фільмів. Я справді пишаюся роботою, яку нам з Лав вдалося виконати на екрані».

### Зйомки
Продакшн був готовий у жовтні 2024 року, а основні зйомки тривали того ж місяця у Новому Південному Уельсі, Австралія, а оператором був Еліша Крістіан. Серед місць зйомок – Ньюпорт-Біч, Вайт-Бей та Паддінгтон у Сіднеї. Зйомки продовжувалися в Лос-Анджелесі в лютому та березні 2025 року та завершилися 13 березня. Додаткові зйомки в останню хвилину були проведені на початку червня 2025 року, щоб додати нову кінцівку, в якій персонаж Медлін Клайн виживає (вона померла в оригінальному фільмі), а також для короткої сцени, в якій Клайн дивиться на обрамлену фотографію персонажа Сари Мішель Геллар на могилі.
Для написання музики було найнято Чанду Денсі.

## Музика
Саундтрек до фільму був випущений лейблом Milan Records того ж дня, що й сам фільм. Альбом містить 20 творів, написаних Чандою Денсі. Це четвертий альбом саундтреків до фільмів франшизи, який буде випущено.